# Funk (Familienname)
Funk ist  ein deutscher Familienname.

## Namensträger

### A
- Aaron Funk (* 1975), kanadischer Musiker, siehe Venetian Snares
- Adolf Funk (Architekt) (1819–1889), deutscher Architekt und Baubeamter
- Adolf Funk (Maler) (1903–1996), Schweizer Maler
- Albert Funk (General) (1847–1917), deutscher Generalmajor
- Albert Funk (Apotheker) (1887–1979), deutscher Apotheker und Heimatforscher
- Albert Funk (Politiker) (1894–1933), deutscher Politiker (KPD), MdR und Widerstandskämpfer
- Alexander Funk (1806–1871), Schweizer Jurist und Politiker, Tagsatzungspräsident, siehe Alexander Ludwig Funk
- Alexander Funk, Pseudonym des deutschen Schriftstellers Alexander Moritz Frey (1881–1957)
- Alexander Funk (Politiker) (* 1974), deutscher Politiker (CDU)
- Alexander Funk (Filmproduzent) (* 1974), deutscher Filmproduzent
- Alexander Funk (Leichtathlet) (* 1977), deutscher Ultralangstreckenläufer
- Alexander Ludwig Funk (1806–1871), Schweizer Jurist und Politiker, Tagsatzungspräsident
- Alfred Funk (1897–1943), deutscher Richter und aktiver Nationalsozialist
- Alfred Funk (Jurist) (* 1964), deutscher Jurist und Verwaltungschef der Universität Luxemburg
- Alois Funk (1914–1942), deutscher römisch-katholischer Geistlicher und Märtyrer
- Anne Funk (* 1980), deutsche Journalistin, Preisträgerin des Deutsch-Französischen Journalistenpreises 2007, Autorin
- Annie Funk (1874–1912), US-amerikanische Missionarin und Todesopfer der Titanic
- Anton Funk (1867–1956), deutscher Lehrer und Heimatforscher

### B
- Benjamin F. Funk (1838–1909), US-amerikanischer Politiker
- Bernd Funk (* 1946), Gründer und Geschäftsführer der ASW – Berufsakademie Saarland, Präsident des Bundesverbandes der privaten Berufsakademien
- Bernd-Christian Funk (* 1943), österreichischer Verfassungsrechtler
- Bernhard Funk (1844–1911), deutscher Arzt (tätig auf Samoa)

### C
- Carl Funk (Fabrikant) (1863–1948), deutscher Fabrikant und Firmengründer
- Carl Funk (Schauspieler) (vor 1872–nach 1902), deutscher Schauspieler
- Carl Friedrich Funk (1897–1985), deutscher Dermatologe und Hochschullehrer
- Carl Philipp Funk (1752–1807), deutscher Publizist und Philologe
- Casimir Funk (1884–1967), US-amerikanischer Biochemiker polnischer Herkunft
- Christlieb Benedict Funk (auch Christlieb Benedikt Funck, Christophilus Benedictus Funccius; 1736–1786), deutscher Physiker und Mathematiker

### D
- Daniel Funk (1726–1787), Schweizer Uhrmacher
- Dorothea Prietzel-Funk (* 1956), deutsche Richterin am Bundespatentgericht
- Dory Funk, Jr. (* 1941), US-amerikanischer Wrestler und Wrestling-Trainer

### E
- Eduard Funk (1907–1968), deutscher Heimatforscher
- Edward Funk (1936–2016), US-amerikanischer Tätowierer
- Ella Funk (1871–nach 1892), österreichische Theaterschauspielerin, siehe Ella Erau
- Emil Funk (aktiv 2. Hälfte 19. Jh.), deutscher Maler
- Emmy Funk (1915–1974), österreichische Opernsängerin (Sopran)
- Erich Funk (1903–1967), deutscher Widerstandskämpfer gegen den Nationalsozialismus und SED-Funktionär in der DDR
- Erika Funk-Hennigs (* 1947), deutsche Musikdidaktikerin und Hochschullehrerin
- Ernst Funk (1857–1901), deutscher Kaufmann
- Erwin Funk (1907–1999), deutscher Heimatforscher
- Eugen Funk (1911–2004), deutscher Künstler, Hochschullehrer, Werbegrafiker, Schriftentwerfer und Kalligraph

### F
- Felix Funk (1905–1976), deutscher Maler und Zeichner
- Ferdinand Funk (1800–1848), österreichischer Schauspieler, Regisseur und Theaterdirektor
- Florian Funk (* 1969), deutscher Eishockeyspieler
- Frank Funk (Baseballspieler) (* 1935), US-amerikanischer Baseballspieler
- Frank H. Funk (1869–1940), US-amerikanischer Politiker
- Franz Funk (Komponist) (1905–1987), deutscher Komponist, Musiker, Arrangeur und Textdichter
- Franz Funk (Eishockeyspieler) (Franz-Xaver Funk; * 1950), deutscher Eishockeytorwart
- Franz Ernst Theodor Funk (1768–1820), deutscher Wasserbauingenieur
- Franz Xaver von Funk (1840–1907), deutscher Geistlicher, Theologe und Hochschullehrer
- Fred Funk (* 1956), US-amerikanischer Profigolfer
- Frederic Funk (* 1997), deutscher Triathlet
- Friederike Funk (1796–nach 1835), deutsche Opernsängerin
- Friedrich Funk (Bildhauer) (1804–1882), deutscher Bildhauer
- Friedrich Funk (Politiker, 1847) (1847–1897), deutscher Jurist und Politiker, MdL Anhalt
- Friedrich Funk (Politiker, 1900) (1900–1963), deutscher Politiker (CSU), MdB
- Fritz Funk (Industrieller) (1857–1938), deutsch-schweizerischer Industriemanager
- Fritz Funk (Agraringenieur) (1897–1978), Schweizer Agraringenieur, Redakteur der Schweizerischen Fischerei-Zeitung und Fachautor (v. a. Fische)
- Fritz Funk (Jurist) (1898–1968), Schweizer Jurist

### G
- Georg Funk (Botaniker) (1886–1958), deutscher Botaniker
- Georg Funk (Architekt) (1901–1990), deutscher Architekt
- Gernot Funk (* 1925), deutscher Energietechniker und Hochschullehrer
- Gottfried Benedict Funk (1734–1814), deutscher Pädagoge und Konsistorialrat
- Greg Funk, Maskenbildner, Spezialeffektkünstler und Stuntman
- Gunter Funk (* 1949), deutscher Handballspieler und Handballtrainer

### H
- Hanns Funk (1939–2013), deutscher Journalist
- Hans Funk (Unternehmer, 1465) (1465–1513), deutscher Unternehmer und Politiker
- Hans Funk (Glasmaler) (um 1470–um 1540), Schweizer Glasmaler
- Hans Funk (Fussballspieler), Schweizer Fußballspieler
- Hans Funk (Verlagsleiter) (1901–1985), deutscher Verlagsleiter und Medienmanager
- Hans Funk (Unternehmer, 1918) (1918–1992), deutscher Unternehmer
- Hans Funk (Zeichner) (1928–2002), deutscher Zeichner und Maler
- Hans Funk (Heimatforscher) (1936–2021), deutscher Heimatforscher und Publizist
- Hanspeter Funk (* 1939), Geologe
- Hans-Ulrich Funk-Fritsch (* 1931), deutscher Unternehmer
- Hans-Ulrich Funk (* 1947), deutscher Orgelbauer, Kantor, Organist, Komponist und Orgelsachverständiger sowie Autor
- Harald Funk (1918–1992), österreichischer Chemiker
- Heide Funk (* 1945), deutsche Sozialwissenschaftlerin und Hochschullehrerin
- Heike Funk (* 1968), deutsche Triathletin
- Heinrich Funk (Maler) (1807–1877), deutscher Maler
- Heinrich Funk (Komponist) (1893–1981), deutscher Komponist
- Heinrich Funk (Organist) (1904–1977), Schweizer Organist und Dirigent
- Heinz Funk (1915–2013), deutscher Filmkomponist
- Hermann Funk (1911–1978), deutscher Politiker (SPD), MdBB
- Hermann Funk (Germanist) (* 1953), deutscher Germanist
- Honor Funk (1930–2022), deutscher Politiker (CDU)
- Horst Funk (* 1933), deutscher Tischtennisspieler

### I
- Isaak K. Funk (* 19. Jh.), Verfasser eines New Standard Dictionary (1913)
- Isabell Funk (* 1957), deutsche Journalistin

### J
- Jens Funk (* 1954), deutscher Physiker, Ophthalmologe und Hochschullehrer
- Joachim Funk (* 1934), deutscher Industriemanager
- Johann Funk (1518–1566), deutscher Theologe, siehe Johann Funck (Theologe)
- Johann Funk (Pastor) (1792–1867), deutscher Pastor
- Johann Funk (Bischof) (1836–1917), kanadischer Bischof der Mennoniten
- Johann Friedrich Funk (Bildhauer, 1706) (1706–1775), Schweizer Bildhauer
- Johann Friedrich Funk (Bildhauer, 1745) (1745–1811), Schweizer Bildhauer
- Josef Funk (1907–1980), deutscher katholischer Moraltheologe und Ordensgeistlicher (SVD)
- Joseph Funk (1778–1862), US-amerikanischer Musikpädagoge, Komponist und Publizist

### K
- Karl Funk (Pädagoge) (1781–1857), deutscher Pädagoge und Schuldirektor
- Karl Funk (Unternehmer) (Charly; 1948–2011), österreichischer Unternehmer und Musiker
- Karl Funk von Senftenau (General) (1744–1806), deutsch-österreichischer Feldmarschalleutnant
- Karl Friedrich Funk von Senftenau (1748–1828), deutscher Politiker
- Klaus Funk (* 1954), deutscher Fußballspieler

### L
- Lissy Funk (1909–2005), deutsche Stickerin
- Lorenz Funk senior (1947–2017), deutscher Eishockeyspieler und -trainer
- Lorenz Funk junior (* 1969), deutscher Eishockeyspieler
- Ludwig Funk (Selnröder Ludwig; um 1785–1813), deutscher Räuber

### M
- Marian Funk (* 1980), deutscher Theaterschauspieler und Sprecher
- Marius Funk (* 1996), deutscher Fußballspieler
- Martin Funk (1835–1922), deutscher Jurist
- Mathäus Funk (1697–1783), Schweizer Ebenist
- Michael Funk (Politiker) (1780–1858), deutscher Politiker, MdL Hessen
- Michael Funk (Handballspieler) (* 1941), Schweizer Handballspieler
- Michael Funk (Eishockeyspieler) (* 1986), kanadischer Eishockeyspieler
- Mirna Funk (* 1981), deutsche Journalistin und Schriftstellerin
- Moriz Funk, später von Funk (1831–1905), österreichischer Linienschiffskapitän

### N
- Nikolaus Funk (1767–1857), lutherischer Theologe und Pastor
- Nolan Gerard Funk (* 1986), kanadischer Schauspieler

### O
- Oskar Funk (1886–19??), deutscher Landrat und Verwaltungsrichter
- Otto Funk (1934–2014), deutscher Flugzeugkonstrukteur

### P
- Patrick Funk (* 1990), deutscher Fußballspieler
- Paul Funk (Mathematiker) (1886–1969), österreichischer Mathematiker
- Paul Funk (Landrat) (1899–nach 1944), deutscher Landrat
- Paul Funk (Schauspieler), deutscher Schauspieler
- Paul Funk (Musiker), deutscher Pianist, Cembalist, Dirigent und Interpret
- Paul E. Funk Sr. (* 1940), US-amerikanischer Generalleutnant
- Paul E. Funk II (* 1962), US-amerikanischer General
- Peter Funk (* 1953), deutscher Generalmajor, Amtschef des Luftwaffenamtes
- Philipp Funk (1884–1937), deutscher Historiker und Publizist

### R
- Rainer Funk (* 1943), deutscher Psychoanalytiker und Nachlassverwalter von Erich Fromm
- Ricarda Funk (* 1992), deutsche Kanutin (Kanuslalom im Einer-Kajak)
- Richard Funk (Schriftsteller) (* 1926), deutscher Schriftsteller
- Richard Funk (Schwimmer) (* 1992), kanadischer Schwimmer
- Robert Funk (Sänger), deutschbaltischer Sänger (Bass)
- Robert Funk (Bibliothekswissenschaftler) (1942–2020), deutscher Bibliothekswissenschaftler
- Robert W. Funk (Robert Walter Funk; 1926–2005), US-amerikanischer Theologe und Hochschullehrer
- Rudolf Funk (* 1943), deutscher Germanist und Museumsleiter

### S
- Sabine Funk (* 1963), deutsche Verwaltungs- und Verfassungsrichterin
- Salomon Funk (1866/1867–1928), österreichischer Rabbiner und Talmudforscher
- Sibylle Hübner-Funk (1943–2014), deutsche Soziologin
- Siegfried Funk (1944–2007), deutscher Kampfrichter und Sportfunktionär
- Stefan Funk (* 1960), deutscher Politiker (CSU)

### T
- Terry Funk (1944–2023), US-amerikanischer Profiwrestler
- Theodor Funk (1826–1896), württembergischer Oberamtmann
- Theodor Funk (Unternehmer) (1848–1919), deutscher Unternehmer und Unternehmensgründer (Funk Gruppe)
- Theophil Funk (1912–1983), methodistischer Theologe und Pastor
- Thomas Funk (* 1962), deutscher Politiker (SPD)

### U
- Ulrich Müller-Funk (* 1947), deutscher Mathematiker, Wirtschaftsinformatiker und Hochschullehrer

### V
- Valentin Funk (1827–1898), deutscher Lehrer und Schriftsteller
- Vicki Funk (1947–2019), US-amerikanische Botanikerin
- Viktor Funk (* 1978), deutscher Schriftsteller und Journalist
- Vilém Funk (1875–1955), tschechischer Politiker und Rechtswissenschafter

### W
- Wally Funk (* 1939), US-amerikanische Pilotin
- Walter Funk (* 1963), deutscher Radsportler
- Walther Funk (1890–1960), deutscher Politiker (NSDAP)
- Waltraud Funk (* 1957), deutsche Holzbildhauerin
- Werner Funk (* 1937), deutscher Journalist
- Wes Funk (1969–2015), kanadischer Autor
- Wilhelm Funk (Maler) (1866–1949), deutsch-US-amerikanischer Maler und Holzschneider
- Wilhelm Funk (Heimatforscher) (1896–1979), deutscher Lehrer, Heimatforscher und Kunsthistoriker
- Winfried Funk (1933–1997), deutscher Bundesrichter
- Wolf-Peter Funk (1943–2021), deutscher Theologe, Linguist und Übersetzer (koptische Texte)
- Wolfgang Funk (Heimatkundler) († vor 2012), deutscher Lehrer und Heimatkundler
- Wolfgang Funk (Leichtathlet) (* 1935), deutscher Duathlet
- Wolfgang Müller-Funk (* 1952), deutsch-österreichischer Literaturwissenschaftler
- Wolfram Funk (* 1938), deutscher Maschinenbauingenieur